# 波什特達雷林格村
波什特達雷林格村（波斯語：پشتدره لنگه），是伊朗吉兰省阿姆拉什县兰库区沙布庫斯拉特鄉的一个村。2006年人口普查顯示該村人口为55人，分佈在33个家庭中。